# Rivula nigripuncta
Rivula nigripuncta là một loài bướm đêm trong họ Erebidae.